# 오픈 이노베이션
오픈 이노베이션(open innovation) 또는 개방형 혁신은 전통적인 기업 연구소의 비밀주의와 사일로 사고방식에 어긋나는 혁신을 향한 정보화 시대의 사고방식을 장려하는 데 사용되는 용어이다. 개방성 증가의 이점과 원동력은 1960년대부터 특히 R&D 분야의 기업 간 협력과 관련하여 주목되고 논의되었다. 특히 캘리포니아 대학교 하스 경영대학원 개방 혁신 센터 부교수이자 교직원인 헨리 체스브로(Henry Chesbrough)와 루이스(Luiss) 개방 혁신 의장인 마이어 테크니몬트(Maire Tecnimont)가 복잡한 세상을 추진했다.
이 용어는 원래 "기업이 기술을 발전시키려고 할 때 기업이 외부 아이디어와 내부 아이디어, 내부 및 외부 시장 경로를 사용할 수 있고 사용해야 한다고 가정하는 패러다임"으로 불렸다. 최근에는 "조직의 비즈니스 모델에 맞춰 금전적 및 비금전적 메커니즘을 사용하여 조직 경계를 넘어 의도적으로 관리되는 지식 흐름을 기반으로 하는 분산형 혁신 프로세스"로 정의된다. 이 최신 정의는 개방형 혁신이 단순히 기업 중심이 아니라 창의적인 소비자와 사용자 혁신가 커뮤니티도 포함한다는 점을 인정한다. 기업과 환경 사이의 경계가 더욱 투명해졌다. 혁신은 기업과 다른 기업 사이, 기업과 창조적 소비자 사이에서 내부와 외부로 쉽게 이전될 수 있으며, 결과적으로 소비자, 기업, 산업, 사회 수준에 영향을 미칠 수 있다.

## 같이 보기
- 혁신
- 공공 데이터
- 오픈 소스 하드웨어
- TED